# Paul Gallagher
Pour l’article homonyme, voir Paul Richard Gallagher.
Pour un autre footballeur, voir Paul Gallacher.
Paul Gallagher, né le 9 août 1984 à Glasgow, est un footballeur international écossais qui évolue au poste d'attaquant.